# 小行星8424
小行星8424（英語：8424 Toshitsumita）是一颗围绕太阳公转的小行星。1997年2月1日，小林隆男在大泉町发现了此天体。
这颗小行星的绝对星等为200.833297156855等。